# Lucina pensylvanica
Lucina pensylvanica is een tweekleppigensoort uit de familie Lucinidae. De wetenschappelijke naam is gepubliceerd in 1758 door Linnaeus in de tiende editie van Systema naturae.